# 皮米歇尔
皮米歇尔（法語：Puimichel，法語發音：[pɥimiʃɛl]）是法国上普罗旺斯阿尔卑斯省的一个市镇，属于迪涅莱班区。

## 地理
皮米歇尔（43°58'26"N, 6°1'14"E）面积36.81 平方千米，位于法国普罗旺斯-阿尔卑斯-蓝色海岸大区上普罗旺斯阿尔卑斯省，该省份为法国东南部内陆省份，北起上阿尔卑斯省，西接沃克吕兹省，西北接德龙省，南至瓦尔省，东临滨海阿尔卑斯省，东北部与意大利接壤。
与皮米歇尔接壤的市镇（或旧市镇、城区）包括：勒卡斯泰莱、昂特勒韦讷、马利热、萊梅、圣让内。

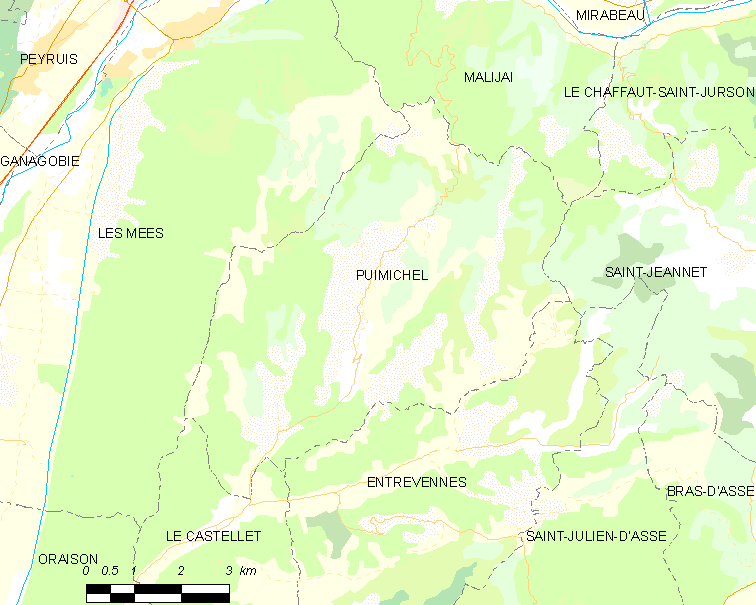
皮米歇尔的OSM定位图

皮米歇尔的时区为UTC+01:00、UTC+02:00（夏令时）。

## 行政
皮米歇尔的邮政编码为04700，INSEE市镇编码为04156。

## 政治
皮米歇尔所属的省级选区为里耶兹县。

## 人口

1962-2008年间皮米歇尔人口变化图示

皮米歇尔于2022年1月1日时的人口数量为254人。